# 4396 Gressmann
4396 Gressmann este un asteroid din centura principală, descoperit pe 3 mai 1981 de Edward Bowell.